# پیتر فرانسیس لیهی
پیتر فرانسیس لیهی (انگلیسی: Peter Leahy؛ زادهٔ ۳۰ اکتبر ۱۹۵۲) فرد نظامی اهل استرالیا است. وی همچنین برندهٔ جوایزی همچون لژیون افتخار شده‌است.